# محمد الصغير بن يوسف
محمد الصغير بن يوسف هو محمد بن محمد، الملقب – بالحاج الصغير – بن يوسف الحنفي الباجي. ولد يمدينة باجة حوالي 1105هـ – 1694 وتوفي حوالي 1184هـ– 1770، مؤرخ تونسي، تركي الأصل.

## حياته
باعتباره كولوغليا كان ضمن فيلق الصبايحية، وكان يتقاضى مرتبا لم يقطع عنه إلا عام 1154/ 1741. لكن بالإضافة إلى ذلك فقد اشتغل بالفلاحة وتربية المواشي، وخلال الحرب الأهلية كان ممن ساندوا حسين بن علي ضد ابن أخيه علي باشا، وقد تضرر هو نفسه منها حيث فقد أكثر ماشيته التي سلبتها قبيلة الحنانشة. ثم أنه في عام 1147هـ/ 1734 كان ضمن صبايحية مدينة باجة الذين دعاهم الباي لمواجهة القوات المساندة ابن أخيه، ولكن عاش في باجة بعد أن استقرت الأوضاع لعلي باشا. قطن في بعض الفترات بمدينة تونس، وقد كان بها عندما عاد أبناء حسين بن علي عام 1169هـ/ 1756. ثم يبدو أنه عاش في باجة إلى وفاته حسب تقدير أحمد عبد السلام عام 1184هـ/ 1770-1771. لقد كان لمحمد الصغير بن يوسف زاد معرفي متواضع ومع ذلك فقد كان شغوفا بمطالعة الكتب التاريخية ومحاولة التأليف في المواضيع المتصلة بالمادة التاريخية كما تبرزه قائمة مؤلفاته.

## مؤلفاته
- المشرع الملكي في سلطنة أولاد علي تركي، وهو مصدر فريد من نوعه حول تاريخ تونس في عصره، وقد ترجم إلى الفرنسية ونشر فيما بين 1896 و1900 وطبع الجزء الأول منه بالعربية عام 1998.
- التكميل المشفي للغــــليل، وقد اعتمد فيه على كتب كل من ابن أبي دينار والوزير السراج، وهو ما زال مخطوطا.
- ذيل نجباء الأبناء وسلوان المطاع لابن ظفر الصقلي(ت 565/1170)، وهو مخطوط.
- المذيل على الرسالتين

## إشارات مرجعية
1. ↑  Ahmed Abdesselem, Les historiens tunisiens des XVIIe, XVIIIe et XIXe siècles, essai d'histoire culturelle, Publications de l'Université de Tunis, 1973, p. 243-244
2. ↑  أحمد عبد السلام، المصدر نفسه ص 246